# Nicodemo Scarfo

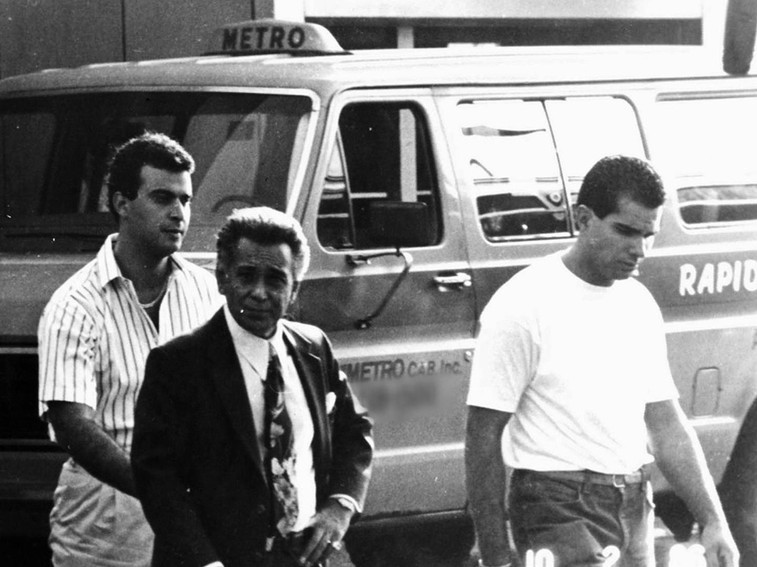
Nicodemo „Little Nicky“ Scarfo (Mitte)

Nicodemo „Little Nicky“ Domenico Scarfo (* 8. März 1929 in Brooklyn, New York; † 13. Januar 2017 in Butner, North Carolina) war ein italienisch-US-amerikanischer Mobster der amerikanischen Cosa Nostra und galt in den 1980er Jahren als offizielles Oberhaupt der Bruno-Familie, auch bekannt als Philly Mob oder Philadelphia-South Jersey Mafia. Er ist der Vater von Nicodemo „Nicky“ Salvatore Scarfo, Jr. – ein Soldato der Lucchese-Familie aus New York City, der im Jahr 2014 wegen Wertpapierbetrugs und Erpressung zu 30 Jahren Haft verurteilt wurde.
Scarfo war äußerst berüchtigt für seinen Jähzorn und Hang zur Gewalt. Unter seiner Herrschaft wurden Menschen schon wegen kleinster Streitigkeiten ermordet. Seit 1988 war Nicodemo Scarfo inhaftiert. Er hätte regulär am 5. Januar 2033, im Alter von 103 aus dem Gefängnis entlassen werden sollen.

## Leben

### Frühe Jahre
Nicodemo Domenico Scarfo wurde am 8. März 1929 als Sohn der katholischen Philip und Catherine Scarfo in Brooklyn (New York City) geboren und zog im Alter von 12 Jahren mit seiner Familie nach New Jersey, wo er bereits in jungen Jahren als Hilfsarbeiter tätig war und im Jahr 1947 auf der Franklin High School seinen Abschluss machte. Er verdiente sich einen Ruf als Amateur-Boxer bei Kämpfen in kleineren Box-Clubs in ganz Philadelphia und war bekannt für sein aggressives Temperament im Ring.

### Kriminelle Karriere
Nachdem für Nicodemo in der Box-Welt der Erfolg ausblieb, schloss er sich seinem Onkel Nicholas „Nicky Buck“ Piccolo an, der bereits ein Made Man der amerikanischen Cosa Nostra im Philly Mob war. Seinen ersten Mord hat er laut mehreren Quellen, gemeinsam mit dem äußerst gefürchteten Mafia-Hitman (Durchsetzer) Felix „Skinny Razor“ DiTullio verübt, von dem er die „Kunst des Mordens“ erlernt haben soll.
Nicodemo Scarfo wurde im Jahr 1954 von Familienoberhaupt Giuseppe „Joseph“ Ida bei einer Zeremonie offiziell als „gemachter Mann“ in der Amerikanischen Cosa Nostra aufgenommen.
Im Jahr 1963 wurde Scarfo schuldig befunden, nachdem er in einem Restaurant einen irischen Hafenarbeiter während eines Streits mit einem Messer ermordet hatte, und verbrachte dafür etwa zehn Monate im Gefängnis. Nach seiner Entlassung wurde er von dem neuen Familien-Oberhaupt namens Angelo Bruno nach Atlantic City geschickt, um dort die Operationen der Familie zu betreuen. Im Jahr 1976 legalisierte Atlantic City das Glücksspiel und Scarfo nutzte fortan das Glücksspiel als Haupteinnahmequelle.
Sein Unternehmen zur Zementherstellung namens Scarf Inc. welches er mit seinem Neffen Philip „Crazy Phil“ Leonetti betrieb, wurde äußerst lukrativ und schuf Bauten für zum Beispiel Casinos in New Jersey. Scarfo hatte andere Unternehmer eingeschüchtert, einschließlich Donald Trump, sodass diese von seinem Unternehmen kauften.
Im Jahr 1978 erschossen Scarfo und sein Verbündeter Nicholas „Nick the Blade“ Virgilio Richter Edwin J. Helfant für die Weigerung, mit ihnen zusammenzuarbeiten und Virgilio zu helfen, ein leichteres Strafmaß zu erreichen, während er Mordvorwürfen gegenüberstellte, gegen 12.500 $. Scarfo fungierte als Fluchtfahrer. Virgilio feuerte zahlreiche Salven auf den Richter, als er mit seiner Frau in einem Restaurant speiste.
Nach negativen Bemerkungen über Scarfo und seine Firma, befahl Scarfo im Jahr 1979 seinem Neffen Phil Leonetti, den Mafia-Assoziierten Vincent Falcone zu ermorden, wodurch Leonetti ein Jahr später in die Mafia aufgenommen wurde.

### Scarfos eiserne Herrschaft
Langzeit-Boss Angelo Bruno wurde im Jahr 1980 ermordet und sein Underboss Philip Testa wurde der logische Nachfolger Brunos und ernannte Scarfo zu seinem Consigliere; Testa wurde jedoch bereits am 15. März 1981 durch eine Nagelbombe ermordet und Scarfo wurde von der sogenannten Mafia-Kommission zum neuen Boss ernannt. Scarfo machte seinen Neffen zum Underboss und Frank Monte zum neuen Consigliere. Er würde die Familie durch ein blutiges Jahrzehnt führen, angeheizt durch Paranoia und Aggression. Seine blutige Amtszeit während der 1980er Jahre brachte die Ermordung von mehr als 20 seiner eigenen Männer mit sich. Während Scarfos Herrschaft wurde die Familie auch als Scarfo-Familie bekannt.
1982 wurde Scarfo wegen illegalen Waffenbesitzes zu 2 Jahren Haft verurteilt. Langzeit-Mafioso Harry Riccobene begann während dieser Zeit eine Fraktion zu bilden, die sich Scarfo entgegensetzte, da Riccobene glaubte, dass Scarfo ein unfähiger, gieriger Boss sei, und sich weigerte Scarfo Tribut zu zollen. Die Scarfo-Fraktion tötete im darauffolgenden Konflikt drei von Riccobenes Männern. Die Riccobene-Fraktion ermordete Scarfos Consigliere Frank Monte, während Riccobene selbst zwei Attentate auf sein Leben überlebte. Der Krieg endete im Jahr 1984, als Riccobene verhaftet wurde und eine lebenslange Haftstrafe für den Mord an Monte erhielt.
Im gleichen Jahr ordnete Scarfo die Ermordung des amtierenden Underbosses Salvatore „Salvie“ Testa an – des Sohns von Philip Testa. Er glaubte, dass Salvie Testa eifersüchtig auf ihn wäre, und hatte Angst, er würde zu ehrgeizig werden. Der drastische Anstieg der Gewalt rief erhöhte Aufmerksamkeit des FBI, der Pennsylvania State Police und der New Jersey State Police auf den Plan. Die erhöhte Gewalt und die Strafverfolgung überzeugten auch einige Gangster (u. a. Scarfos eigenen Neffen), mit der Regierung zu kooperieren, um dem Tod oder Gefängnis zu entkommen.

### Scarfos Untergang
Im November 1988 wurden Scarfo und 16 seiner Männer in einem RICO-Prozess mit Hilfe mehrerer Informanten, schließlich wegen 10 Morden, 5 versuchter Morde, Erpressung, illegalen Glücksspiels und Drogenhandel verurteilt. Unter den Angeklagten befanden sich Scarfos Neffe Phil, sowie die drei Capos Joseph „Chickie“ Ciancaglini, Francis „Faffy“ Iannarella, Jr. und Santo Idone. Ciancaglini und Leonetti erklärten sich damit einverstanden, mit der Strafverfolgung zusammenzuarbeiten und vor Gericht auszusagen, um einer längeren Haftstrafe zu entgehen. 15 der Angeklagten erhielten Haftstrafen von 30 bis 55 Jahren. Scarfo selbst erhielt eine lebenslange Haftstrafe.
Zuletzt saß Scarfo im Federal Correctional Complex in Granville County mit der Häftlingsnummer 09813-050.